# Mioveni
Mioveni là một thị xã thuộc hạt Argeș, România. Dân số thời điểm năm 2002 là 35849 người.